# Lithocarpus vestitus
Lithocarpus vestitus (Hickel & A.Camus) A.Camus – gatunek roślin z rodziny bukowatych (Fagaceae Dumort.). Występuje naturalnie w Laosie, północnym Wietnamie oraz południowych Chinach (w południowej części Junnanu). 

## Morfologia
PokrójZimozielone drzewo dorastające do 10–15 m wysokości.
LiścieBlaszka liściowa ma podługowaty kształt. Mierzy 15–25 cm długości oraz 5–8 cm szerokości, jest całobrzega, ma klinową nasadę i ostry lub spiczasty wierzchołek. Ogonek liściowy jest nagi i ma 10–15 mm długości.
OwoceOrzechy o kulistym kształcie, dorastają do 5–7 mm średnicy. Osadzone są pojedynczo w miseczkach w kształcie kubka, które mierzą 3–5 mm długości i 8–10 mm średnicy. Orzechy otulone są w miseczkach do 25–35% ich długości.

## Biologia i ekologia
Rośnie w wiecznie zielonych lasach częściowo zrzucających liście. Występuje na wysokości od 800 do 1500 m n.p.m. Kwitnie i owocuje od października do grudnia.